# 黑叉尾海燕
黑叉尾海燕（学名：Hydrobates monorhis）是一種全身棕色的小型海鳥，屬於海燕科海燕屬。

## 辭源
其學名源自古希臘語。Hydrobates 是來自 hydro「水」，和 bates「行者」，而 monorhis 是來自 monos「單一」和 rhinos「鼻孔」。 其通用名紀念英國博物學家羅伯特·斯文豪, 他在1867年物種描述了該物種。
它以前被歸類於 叉尾海燕屬
（Oceanodroma），該屬之後與 海燕屬（Hydrobates） 合併。

## 分佈
分布于太平洋北部经日本、朝鲜、中国渤海及黄海和南海、以至印度洋北部以及中国大陆的偶见于山东以南的沿海各省、直抵广东、台湾以北的岛屿等地，大多为远洋性海鸟，亦见于近陆岛屿上。该物种的模式产地在中国厦门附近。
在俄羅斯遠東、中國、日本和韓國附近的西北太平洋島嶼上繁殖。築巢於靠近海邊的岩縫中，每窩產一枚白色的蛋。其餘時間在海上度過，範圍擴展至印度洋和阿拉伯海。
繁殖地點包括俄羅斯海參崴南部的韋爾霍夫斯基島（7,500對）和日本（至少1,000對）島嶼。中國、台灣、北韓和南韓也有少量已知種群，記錄表明其在北大西洋也可能有繁殖。冬季，它向南和向西遷徙到北印度洋（Brooke 2004）、佐渡島等（2010）。估計全球種群至少有130,000對，確認該物種有非常大的種群。然而，韓國鳥類（2010）指出約100,000對在Gugeul島礁築巢，這意味著全球可能超過75%的種群集中在一個非常小的島上。該物種在南韓的六或七個繁殖小島上築巢（Chang-Yong Choi in litt. 2012）。有證據顯示某些種群正在減少（N. Moores in litt. 2011）。

## 特征
黑叉尾海燕体重约39.8克，翼长约152.6毫米，嘴峰长约16.5毫米，喙宽度约3毫米，喙厚度约4.5毫米，跗蹠长约23.2毫米，尾长约71.6毫米。黑叉尾海燕是候鸟，其栖息在开放的海洋及海岛环境中，食性为肉食性，主要食物来源是水生动物。

## 描述
黑叉尾海燕是一種小鳥，體長18-21公分，翼展45-48公分，顯著大於歐洲風暴海燕。其所有羽毛均為深棕色，飛行時輕拍水面，從海洋表面捕食浮游生物。與歐洲風暴海燕不同，它不跟隨船隻。
其結構最像白腰叉尾海燕，擁有分叉的尾巴、較長的翅膀和特有的飛行行為，但沒有白色臀部且叫聲不同。與其他全黑Hydrobates物種難以區分，首例英國記錄必須進行DNA測試，以排除是白腰叉尾海燕的可能性，因為東北太平洋白腰叉尾海燕種群中有些個體具有完全黑色的臀部。

## 習性和觀察
這種風暴海燕在繁殖地為完全夜行性，以避免被海鷗和賊鷗捕食，甚至在月光明亮的夜晚也避免登陸。像大多數海燕一樣，它的行走能力有限，只能短暫地爬到巢穴。繁殖季節外，完全棲息於遠洋環境，這與其偏遠的繁殖地，使得斯文豪氏洋海燕難以從陸地觀察。只有在暴風雨中這種鳥才可能被推到海岬，但即使如此，超出範圍的鳥也可能難以確定身份。它主要靠拍動翅膀在水中啄食，不會在水面以足拍水。

## 狀態
黑叉尾海燕在大範圍內廣泛分布，曾被評估為IUCN瀕危物種紅色名錄的無危，但在2012年被提升至近危。預計未來三代內種群將快速下降，主要由於入侵物種的影響。

## 北大西洋狀況
1983年7月8日，一隻黑叉尾海燕在馬德拉的Selvagens被捕獲，確認為大西洋的首例記錄。此後，在海上觀察到多隻黑叉尾海燕，主要在北大西洋，夏季在法國（1989年）、英國（1989年（兩隻），1990年（有隻鳥從1991年到1994年被重覆捕獲））、西班牙（1994年）、挪威（1996年，1997年）和又一次在馬德拉（1991年，1994年）捕獲。除了東北大西洋和地中海，西北大西洋也識別出多個個體。記錄表明，在北卡羅來納州哈特拉斯（Hatteras）附近，1993年8月20日、1998年8月8日和2008年6月2日的單一鳥隻觀察記錄均被接受為北美有效記錄。